# MLB.com
MLB.com是美國職棒大聯盟的官方網站，由其子公司美國職棒大聯盟先進媒體負責監督。MLB.com是一個包含棒球相關資訊（如棒球新聞、數據或是體育專欄）的網站。MLB.com也是一個商業網站，提供付費使用者所有大聯盟比賽的線上串流影音播報，同時也提供免費使用者「gameday」以觀看幾近直播串流的比賽計分板。此外，MLB.com還出售官方棒球商品，讓使用者可以線上購買入場票、遊玩夢幻棒球聯盟，以及拍賣棒球紀念品。

## 外部連結
- 官方網站 （页面存档备份，存于）